# Purba Tua (Batang Onang)
Purba Tua is een bestuurslaag in het regentschap Padang Lawas Utara van de provincie Noord-Sumatra, Indonesië. Purba Tua telt 312 inwoners (volkstelling 2010).